# Matuta (genre)
Genre
Matuta est un genre de crabes de la famille des Matutidae.

## Liste des espèces
Selon World Register of Marine Species (1 mars 2025) :
- Matuta circulifera Miers, 1880
- † Matuta inermis Brocchi, 1883
- Matuta planipes Fabricius, 1798
- Matuta purnama JCY Lai & Galil, 2007
- Matuta victor (Fabricius, 1781)

## Systématique
Le nom valide complet (avec auteur) de ce taxon est Matuta Weber, 1795.

## Publication originale
- Weber, F. (1795). Nomenclator entomologicus secundum Entomologiam systematicum ill. Fabricii adjectis speciebus recens detectis et varietatibus. i-viii, 1-171. Chilonii et Hamburgii.